# Partecipanti alla Classica di Amburgo 2025
Elenco dei partecipanti alla Classica di Amburgo 2025.
La Classica di Amburgo 2025 è stata la ventottesima edizione della corsa. Alla competizione presero parte 23 squadre: 18 con licenza UCI World Tour 2025 e 5 UCI ProTeam.
Accreditati alla partenza 160 ciclisti.

## Corridori per squadra
Nota: R ritirato, NP non partito, FT fuori tempo, SQ squalificato
| Team Visma-Lease a Bike    | Team Visma-Lease a Bike    | Team Visma-Lease a Bike    | Lidl-Trek              | Lidl-Trek              | Lidl-Trek              | Intermarché-Wanty   | Intermarché-Wanty    | Intermarché-Wanty   |
| -------------------------- | -------------------------- | -------------------------- | ---------------------- | ---------------------- | ---------------------- | ------------------- | -------------------- | ------------------- |
| N°                         | Ciclista                   | Clas.                      | N°                     | Ciclista               | Clas.                  | N°                  | Ciclista             | Clas.               |
| 1                          | Wout Van Aert              |                            | 11                     | Jonathan Milan         |                        | 21                  | Biniam Girmay        |                     |
| 2                          | Edoardo Affini             |                            | 12                     | Simone Consonni        |                        | 22                  | Huub Artz            |                     |
| 3                          | Niklas Behrens             |                            | 13                     | Tim Declercq           |                        | 23                  | Dries De Pooter      |                     |
| 4                          | Menno Huising              |                            | 14                     | Daan Hoole             |                        | 24                  | Adrien Petit         |                     |
| 5                          | Christophe Laporte         |                            | 15                     | Jasper Stuyven         |                        | 25                  | Laurenz Rex          |                     |
| 6                          | Loe van Belle              |                            | 16                     | Mathias Vacek          |                        | 26                  | Jonas Rutsch         |                     |
| 7                          | Julien Vermote             |                            | 17                     | Otto Vergaerde         |                        | 27                  | Taco van der Hoorn   |                     |
| Red Bull-Bora-Hansgrohe    | Red Bull-Bora-Hansgrohe    | Red Bull-Bora-Hansgrohe    | Uno-X Mobility         | Uno-X Mobility         | Uno-X Mobility         | Alpecin-Deceuninck  | Alpecin-Deceuninck   | Alpecin-Deceuninck  |
| N°                         | Ciclista                   | Clas.                      | N°                     | Ciclista               | Clas.                  | N°                  | Ciclista             | Clas.               |
| 31                         | Jordi Meeus                |                            | 41                     | Alexander Kristoff     |                        | 51                  | Jasper Philipsen     |                     |
| 32                         | Filip Maciejuk             |                            | 42                     | Jonas Abrahamsen       |                        | 52                  | Kaden Groves         |                     |
| 33                         | Ryan Mullen                |                            | 43                     | Erlend Blikra          |                        | 53                  | Xandro Meurisse      |                     |
| 34                         | Laurence Pithie            |                            | 44                     | Stian Fredheim         |                        | 54                  | Jonas Rickaert       |                     |
| 35                         | Mick van Dijke             |                            | 45                     | Erik Resell            |                        | 55                  | Henri Uhlig          |                     |
| 36                         | Danny van Poppel           |                            | 46                     | Anders Skaarseth       |                        | 56                  | F. Van Den Bossche   |                     |
| 37                         | Ben Zwiehoff               |                            | 47                     | Rasmus Tiller          |                        | 57                  | Stan Van Tricht      |                     |
| Tudor Pro Cycling Team     | Tudor Pro Cycling Team     | Tudor Pro Cycling Team     | Cofidis                | Cofidis                | Cofidis                | Team Picnic PostNL  | Team Picnic PostNL   | Team Picnic PostNL  |
| N°                         | Ciclista                   | Clas.                      | N°                     | Ciclista               | Clas.                  | N°                  | Ciclista             | Clas.               |
| 61                         | Matteo Trentin             |                            | 71                     | Bryan Coquard          |                        | 81                  | Tobias Lund Andresen |                     |
| 62                         | Alberto Dainese            |                            | 72                     | Alex Aranburu          |                        | 82                  | Pavel Bittner        |                     |
| 63                         | Jacob Eriksson             |                            | 73                     | Milan Fretin           |                        | 83                  | Romain Combaud       |                     |
| 64                         | Robin Froidevaux           |                            | 74                     | Jan Maas               |                        | 84                  | Sean Flynn           |                     |
| 65                         | Marco Haller               |                            | 75                     | Alexis Renard          |                        | 85                  | Enzo Leijnse         |                     |
| 66                         | Marc Hirschi               |                            | 76                     | Ludovic Robeet         |                        | 86                  | Tim Naberman         |                     |
| 67                         | Marius Mayrhofer           |                            | 77                     | Damien Touzé           |                        | 87                  | Timo Roosen          |                     |
| Arkéa-B&B Hotels           | Arkéa-B&B Hotels           | Arkéa-B&B Hotels           | Soudal Quick-Step      | Soudal Quick-Step      | Soudal Quick-Step      | Israel-Premier Tech | Israel-Premier Tech  | Israel-Premier Tech |
| N°                         | Ciclista                   | Clas.                      | N°                     | Ciclista               | Clas.                  | N°                  | Ciclista             | Clas.               |
| 91                         | Arnaud Démare              |                            | 101                    | Paul Magnier           |                        | 111                 | Pascal Ackermann     |                     |
| 92                         | Amaury Capiot              |                            | 102                    | Mattia Cattaneo        |                        | 112                 | Guillaume Boivin     |                     |
| 93                         | Giosuè Epis                |                            | 103                    | Antoine Huby           |                        | 113                 | Simon Clarke         |                     |
| 94                         | Thibault Guernalec         |                            | 104                    | Casper Pedersen        |                        | 114                 | Itamar Einhorn       |                     |
| 95                         | Laurens Huys               |                            | 105                    | Pepijn Reinderink      |                        | 115                 | Matis Louvel         |                     |
| 96                         | Miles Scotson              |                            | 106                    | Martin Svrček          |                        | 116                 | Michael Schwarzmann  |                     |
| 97                         | Florian Sénéchal           |                            | 107                    | Jordi Warlop           |                        | 117                 | Riley Sheehan        |                     |
| Bahrain Victorious         | Bahrain Victorious         | Bahrain Victorious         | EF Education-EasyPost  | EF Education-EasyPost  | EF Education-EasyPost  | Ineos Grenadiers    | Ineos Grenadiers     | Ineos Grenadiers    |
| N°                         | Ciclista                   | Clas.                      | N°                     | Ciclista               | Clas.                  | N°                  | Ciclista             | Clas.               |
| 121                        | Phil Bauhaus               |                            | 131                    | Kasper Asgreen         |                        | 141                 | Axel Laurance        |                     |
| 122                        | Alberto Bruttomesso        |                            | 132                    | Alastair MacKellar     |                        | 142                 | Jonathan Castroviejo |                     |
| 123                        | Matevž Govekar             |                            | 133                    | Jack Rootkin-Gray      |                        | 143                 | Michael Leonard      |                     |
| 124                        | Kamil Gradek               |                            | 134                    | Colby Simmons          |                        | 144                 | Salvatore Puccio     |                     |
| 125                        | Matej Mohorič              |                            | 135                    | Michael Valgren        |                        | 145                 | Artem Shmidt         |                     |
| 126                        | Robert Stannard            |                            | 136                    | Marijn van den Berg    |                        | 146                 | Ben Swift            |                     |
| 127                        | Fred Wright                |                            | 137                    | Max Walker             |                        | 147                 | Connor Swift         |                     |
| Decathlon AG2R La Mondiale | Decathlon AG2R La Mondiale | Decathlon AG2R La Mondiale | Lotto                  | Lotto                  | Lotto                  | XDS Astana Team     | XDS Astana Team      | XDS Astana Team     |
| N°                         | Ciclista                   | Clas.                      | N°                     | Ciclista               | Clas.                  | N°                  | Ciclista             | Clas.               |
| 151                        | Sam Bennett                |                            | 161                    | Arnaud De Lie          |                        | 171                 | Cees Bol             |                     |
| 152                        | Oscar Chamberlain          |                            | 162                    | Toon Aerts             |                        | 172                 | Davide Ballerini     |                     |
| 153                        | Dries De Bondt             |                            | 163                    | Cédric Beullens        |                        | 173                 | Aaron Gate           |                     |
| 154                        | Stan Dewulf                |                            | 164                    | Jarrad Drizners        |                        | 174                 | Anton Kuzmin         |                     |
| 155                        | Pierre Gautherat           |                            | 165                    | Sébastien Grignard     |                        | 175                 | Henok Mulubrhan      |                     |
| 156                        | Oliver Naesen              |                            | 166                    | Brent Van Moer         |                        | 176                 | Haoyu Su             |                     |
| 157                        | Bastien Tronchon           |                            | 167                    | Elia Viviani           |                        | 177                 | Mike Teunissen       |                     |
| Groupama-FDJ               | Groupama-FDJ               | Groupama-FDJ               | UAE Team Emirates      | UAE Team Emirates      | UAE Team Emirates      | Team Jayco AlUla    | Team Jayco AlUla     | Team Jayco AlUla    |
| N°                         | Ciclista                   | Clas.                      | N°                     | Ciclista               | Clas.                  | N°                  | Ciclista             | Clas.               |
| 181                        | Paul Penhoët               |                            | 191                    | Juan Sebastián Molano  |                        | 201                 | Max Walscheid        |                     |
| 182                        | Sven Erik Bystrøm          |                            | 192                    | Jan Christen           |                        | 202                 | Davide De Pretto     |                     |
| 183                        | Johan Jacobs               |                            | 193                    | Alessandro Covi        |                        | 203                 | Luke Durbridge       |                     |
| 184                        | Eddy Le Huitouze           |                            | 194                    | Isaac Del Toro         |                        | 204                 | Felix Engelhardt     |                     |
| 185                        | Clément Russo              |                            | 195                    | Brandon McNulty        |                        | 205                 | Patrick Gamper       |                     |
| 186                        | Matthew Walls              |                            | 196                    | Nils Politt            |                        | 206                 | Jelte Krijnsen       |                     |
|                            |                            |                            | 197                    | António Morgado        |                        | 207                 | Jasha Sütterlin      |                     |
| Movistar Team              | Movistar Team              | Movistar Team              | Q36.5 Pro Cycling Team | Q36.5 Pro Cycling Team | Q36.5 Pro Cycling Team |                     |                      |                     |
| N°                         | Ciclista                   | Clas.                      | N°                     | Ciclista               | Clas.                  |                     |                      |                     |
| 211                        | Fernando Gaviria           |                            | 221                    | Giacomo Nizzolo        |                        |                     |                      |                     |
| 212                        | Jon Barrenetxea            |                            | 222                    | Fabio Christen         |                        |                     |                      |                     |
| 213                        | Nelson Oliveira            |                            | 223                    | Mark Donovan           |                        |                     |                      |                     |
| 214                        | Ruben Guerreiro            |                            | 224                    | Frederik Frison        |                        |                     |                      |                     |
| 215                        | Mathias Norsgaard          |                            | 225                    | Emīls Liepiņš          |                        |                     |                      |                     |
| 216                        | Natnael Tesfatsion         |                            | 226                    | Jannik Steimle         |                        |                     |                      |                     |
| 217                        | Albert Torres              |                            | 227                    | Rory Townsend          |                        |                     |                      |                     |